# Піраміда надії Аврори

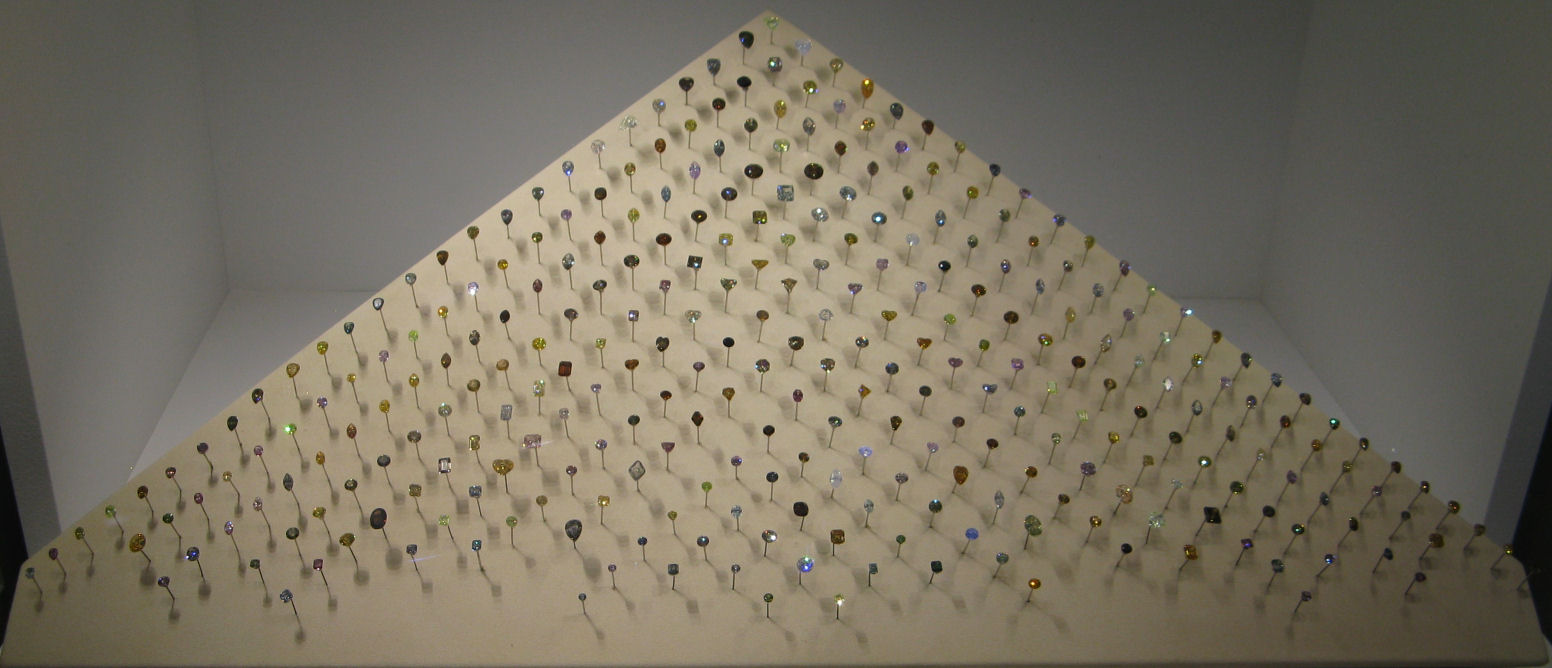
296 дорогоцінних каменів колекції алмазів Аврори, як вона представлена у Музеї природознавства у Лондоні.

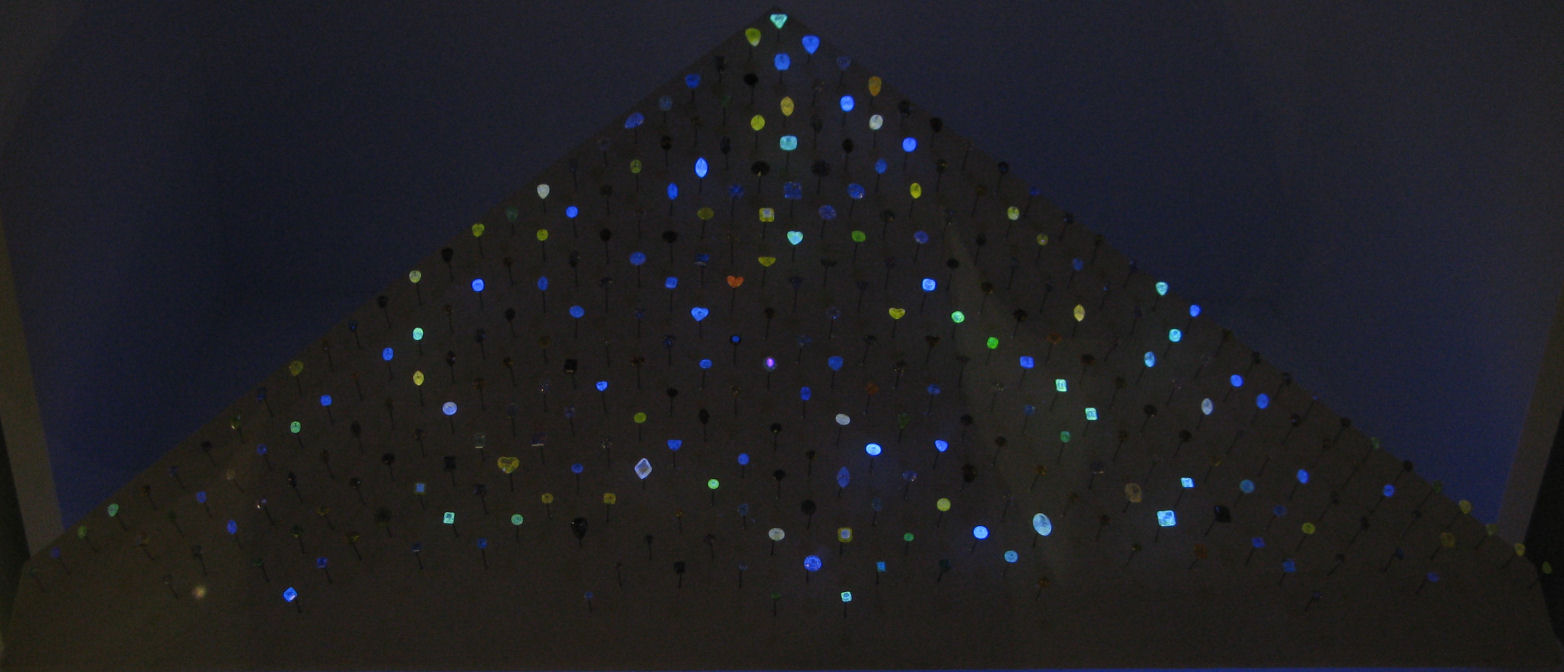
296 дорогоцінних каменів колекції алмазів Аврори, як вона представлена у Музеї природознавства у Лондоні у ультрафіолетовому освітленні.

Піраміда надії Аврори (англ. Aurora Pyramid of Hope) — найбільш повна колекція натуральних кольорових алмазів у світі.
В період з 1989 до 2005 року колекція виставлялась в Американському музеї природознавства у Нью-Йорку, у залі коштовного каміння Моргана (англ. Morgan Hall of Gems).
Піраміда надії Аврори була центральним експонатом виставки 1998 року «Природа алмазів», що була організована Американським музеєм природознавства та була представлена у Японії, Канаді та США.
У 2005 році Піраміду надії Аврори було запрошено до участі у виставці «Алмази», яка була організована Музеєм природознавства у Лондоні.
У той же час було додано 36 нових зразків до вихідних 260 алмазів.
На сьогодні Піраміда надії Аврори складається з 296 алмазів із загальною вагою 267,45 карат (53,49 грам).
Всі кольори спектру, що створюють алмази, представлені різними формами, насиченістю та модифікаціями, що включають блакитні алмази, рожеві алмази, червоні алмази, зелені алмази, помаранчеві алмази, пурпурові алмази, фіолетові алмази, жовті алмази, оливкові алмази та коричневі алмази.
Також представлені діаманти-хамелеони, що змінюють колір. Піраміда надії Аврори збиралась Аланом Бронстайном (англ. Alan Bronstein) та Гаррі Родманом (англ. Harry Rodman) 25 років.
Станом на березень 2013 року колекція виставляється в Музеї природознавства у Лондоні.